# Łosoś mądrości
Łosoś mądrości lub też Łosoś wiedzy – w mitologii irlandzkiej początkowo był zwyczajną rybą. Jednak jedząc żołędzie, które spadały z drzewa wiedzy u brzegu rzeki Boyne – lub też rzeki Sionna – łosoś stawał się coraz większy i nabył całą wiedzę świata. Stał się mądrzejszy niż ludzie. Wiadomo było, że pierwsza osoba, która zje mięso tego łososia, posiądzie również całą jego wiedzę.

## Fionn mac Cumhail
Rybę przez siedem lat próbował złowić poeta Finegas, znany również jako Finneces. Ostatecznie dokonawszy tego, poprosił swojego ucznia – Fionna mac Cumhaila – aby go dla niego ugotował, ale przestrzegł, by Fionn nie próbował łososia dopóty, dopóki pierwszy nie zrobi tego Finegas. Podczas gotowania Fionn niechcący przebił widniejącą na ciele łososia bliznę, czym sparzył sobie kciuk, do którego przykleił się kawałek skóry łososia. Ssąc bolący palec, Fionn połknął ten kawałek, wchłaniając w ten sposób mądrość łososia. Kiedy posiłek został dostarczony Finegasowi, mistrz spostrzegł nowy błysk w oczach swojego ucznia. Mimo jego pytań, nowicjusz nie chciał przyznać się, że spróbował ryby, lecz ostatecznie wyznał całe zajście.
Ta niezwykła wiedza pozwoliła Fionnowi zostać przywódcą Fianny, mitologicznych wojowników służących Wysokiemu Królowi Irlandii. Fionn potrafił przywołać moc łososia ssąc swój kciuk.

## Heraldyka
Nawiązanie do legendy łososia mądrości znalazło odzwierciedlenie w heraldyce irlandzkiej i szkockiej. Wśród irlandzkich rodów łososia mądrości w herbie mają różne gałęzi klanu O’Neill. W Szkocji motyw łososia jako godła występuje szczególnie często w herbach osób należących do klanów pochodzących z Dalriaty i Hebrydów, m.in. w herbach wodzów klanu Macdonaldów i pomniejszych gałęzi klanu.

Herb wodzów klanu Macdonald
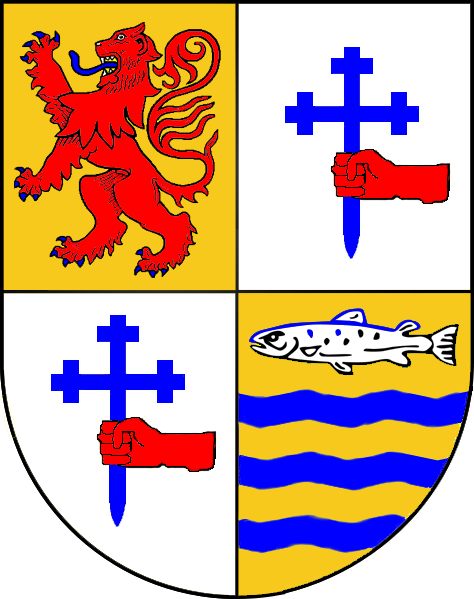
Herb wodzów klanu Maclea
Herb rodu O'Cahan